# (6515) Giannigalli
(6515) Giannigalli (1988 MG) – planetoida z pasa głównego asteroid okrążająca Słońce w ciągu 3 lat i 164 dni w średniej odległości 2,28 j.a. Została odkryta 16 czerwca 1988 roku w Palomar Observatory przez Eleanor Helin. Nazwa planetoidy została nadana na cześć Gianni Galli, włoskiego astronoma amatora.